# (1573) Väisälä
(1573) Väisälä es un asteroide perteneciente al cinturón de asteroides descubierto por Sylvain Julien Victor Arend desde el Real Observatorio de Bélgica, Uccle, el 27 de octubre de 1949.

## Designación y nombre
Väisälä se designó inicialmente como 1949 UA.
Más tarde fue nombrado en honor del astrónomo finés Yrjö Väisälä (1891-1971), descubridor de más de un centenar de asteroides.

## Características orbitales
Väisälä está situado a una distancia media de 2,371 ua del Sol, pudiendo alejarse hasta 2,919 ua. Tiene una inclinación orbital de 24,54° y una excentricidad de 0,2313. Emplea 1333 días en completar una órbita alrededor del Sol.